# 바람이 불어오는 곳 (김광석의 노래)
바람이 불어오는 곳은 1994년 6월 25일에 발매된 김광석의 노래이다.